# Oberon
Oberon (tên đầy đủ là Oberon, hay lời nguyền của chúa yêu tinh) là vở opera 3 màn của nhà soạn nhạc người Đức Carl Maria von Weber. Lời bằng tiếng Anh được viết bởi J. R. Planché, dựa theo bản dịch thơ Oberon của Wieland. Được sáng tác năm 1826, vở opera này có lần trình diễn đầu tiên tại London, Anh cũng vào năm ấy, do chính Weber chỉ huy dàn nhạc.

## Âm thanh
| Khúc dạo đầu của vở opera Oberon |  |
|                                  |  |
|                                  |  |